# Begbroke
Begbroke – wieś w Anglii, w hrabstwie Oxfordshire, w dystrykcie Cherwell. Leży 9 km na północny zachód od Oksfordu i 90 km na północny zachód od Londynu. W 2001 miejscowość liczyła 792 mieszkańców.